# 히트 (1986년 영화)
《히트》(영어: Heat)는 미국에서 제작된 1986년 네오누아르 드라마 액션 스릴러 영화이다. 딕 리처즈와 제리 제임슨이 공동 연출하였으며, 버트 레이놀즈 등이 출연하였다.
2015년 리메이크작인 제이슨 스테이섬 주연의 《와일드 카드》가 개봉하였다.

## 출연진
- 버트 레이놀즈
- 캐런 영
- 피터 맥니콜
- 하워드 헤스먼
- 조지프 매스콜로
- 다이애나 스카위드
- 웬들 버턴
- 피트 코치